# Syngrapha sackenii
Syngrapha sackenii är en fjärilsart som beskrevs av Augustus Radcliffe Grote 1872. Syngrapha sackenii ingår i släktet Syngrapha och familjen nattflyn. Inga underarter finns listade i Catalogue of Life.

## Bildgalleri

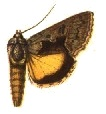